# Adriane Gradziel
Adriane Gradziel (auch Adrianna Gradziel; * 22. August 1988 als Adriane Grządziel in Wien) ist eine österreichische Schauspielerin.

## Leben
Im Jahr 2015, nach ihrer Ausbildung an der Pariser Schauspielschule Cours Florent, gab sie ihr Filmdebüt im französischen Kinofilm Toute Première Fois. Sie verkörperte die weibliche Hauptrolle „Adna“. Der Film wurde bei der 18. Edition des Festival de l’Alpe d'Huez mit dem Grand Prix ausgezeichnet.
Im darauffolgenden Jahr spielte sie (bis 2019) die durchgehende Nebenrolle Eva Müller in der französischen Science-Fiction-Serie Missions, die auch auf BBC4 und AMC ausgestrahlt wurde.
Es folgten weitere Rollen in französischen Serien und Spielfilmen, wie zum Beispiel Platane von Eric Judor oder Dead Landes von François Descraques und François Uzan.
2022 spielte sie Dr. Ina Kerr in der Serie Das Netz – Prometheus von Andreas Prochaska und Daniel Prochaska, sowie Marie Rosiez in Adrian Goigingers Spielfilm Der Fuchs. Für die Rolle „Marie“ in diesem Film wurde sie 2023 als beste weibliche Nebenrolle für den Österreichischen Filmpreis nominiert.

## Filmografie (Auswahl)
- 2015: Toute première fois
- 2017: Büro der Legenden (Le bureau des légendes, Fernsehserie, Folge 3x09)
- 2017–2019: Missions (Fernsehserie, 17 Folgen)
- 2019: Section de recherches (Fernsehserie, Folge 13x12 Ligne rouge)
- 2019: Platane (Fernsehserie, 2 Folgen)
- 2022: Das Netz – Prometheus (Fernsehserie, Folge 1x01)
- 2022: Der Fuchs
- 2023: Die Bergretter (Fernsehserie, Folge 14x06 Grüner Mond)
- 2024: What a Feeling
- 2024: Schnell ermittelt (Fernsehserie, Folge 8x07 Yvonne Novotny)
- 2024: À bicyclette!